# هنري بروست
هنري بروست (25 فبراير 1874- 16 يوليو 1959) كان معماريًا ومخططاً عمرانيًا فرنسيًا. عُرِِف بأعماله المعماريّة في المغرب وتركيا، بعد أن ألّف العديد من المخططات العمرانيّة شملت البنيات التحتيّة والشوارع ذات العمارات والساحات والميادين والحدائق الرامزة للحقب التاريخية المتنوعة للمستعمرين المتعاقبين لمدن إستراتيجية مثل الدار البيضاء وفاس ومراكش ومكناس والرباط وإسطنبول.

## بداية حياته
ولد بروست في مدينة سان دوني الضاحية الشمالية للعاصمة الفرنسية باريس، حيث درس العمارة في المدرسة المتخصصة للعمارة وكذلك مدرسة الفنون الجميلة في العاصمة وفي سنة 1902 حصل بروست على منحة جائزة روما لدراسة المعالم المعمارية في كل من إيطاليا وأوروبا.
سنة 1913، دعاه المقيم العام الفرنسي في المغرب الجنرال هوبير ليوطي للعمل على المشروع الاستعماري في مدن مغربية إستراتيجية كانت فاس ومراكش ومكناس والرباط والدار البيضاء وهو ما امتثل له. قضى بروست عقدًا في المغرب وقيل عنه أن عمله على مدينة الدار البيضاء يعد قصة نجاح في تطبيق المبادئ الحضرية.

## روابط خارجية
- معلومات عن المعماري وأعماله